# Muzyka chrześcijańska
Muzyka chrześcijańska – kierunek muzyczny, nawiązujący w warstwie tekstowej do symboliki, wydarzeń i postaci występujących w religiach chrześcijańskich.
Najczęstsze gatunki tego kierunku to rock, pop, soul, blues&jazz, hip-hop, ballada i metal. Specyficznymi gatunkami, powstałymi wskutek nadania poszczególnym gatunkom muzyki charakteru chrześcijańskiego są m.in.: gospel, praise & worship, chrześcijański rap, white metal.
Do znanych polskich wykonawców muzyki chrześcijańskiej należą: TGD, Exodus 15, niemaGOtu, Beata Bednarz, Mate.O, Mieczysław Szcześniak, Natalia Niemen, Andrzej Lampert, 2Tm2,3, Armia Dzieci, Antonina Krzysztoń, Arka Noego.
W Polsce organizowane są festiwale muzyki chrześcijańskiej, m.in. Festiwal Psalmów Dawidowych, Festiwal Chrześcijańskie Granie w Warszawie, w Toruniu, Piotrkowie Trybunalskim, Lęborku, Tucholi, Trójmieście i wielu innych miejscowościach oraz Koncert „Jednego Serca, jednego Ducha”.